# Bernard Jacotot
Pour les articles homonymes, voir Jacotot.
 (décembre 2016).
Si vous disposez d'ouvrages ou d'articles de référence ou si vous connaissez des sites web de qualité traitant du thème abordé ici, merci de compléter l'article en donnant les références utiles à sa vérifiabilité et en les liant à la section « Notes et références ».
Bernard Victor Jacotot, né le 29 juillet 1935 à Saïgon en Indochine, est un médecin et universitaire français. Sa carrière s’est déroulée à Paris et au Centre Hospitalier Universitaire de Créteil (Val de Marne). Il a consacré l’essentiel de son activité à l’étude de l’athérosclérose, des dyslipidémies et des facteurs de risque des maladies cardio-vasculaires, domaines dans lesquels il s’était fait une réputation internationale.[réf. nécessaire]

## Biographie
Bernard Jacotot est le fils de Henri Jacotot, docteur vétérinaire et biologiste, directeur de l’Institut Pasteur de Nha Trang (Viêt Nam) et chef de service à l’Institut Pasteur de Paris, et de Thérèse Martin. Il passe son enfance à Nha Trang et à Dalat, fait ses études secondaires à Dijon et à Paris (lycée Henri IV puis lycée Condorcet), et poursuit ses études à la Faculté de Médecine de Paris. Après l’internat, il devient en 1969 chef de Clinique-Assistant dans le service de Médecine interne du Professeur Jean-Louis Beaumont à l’hôpital Henri Mondor de Créteil, puis, en 1971, Maître de Conférence-Agrégé et Médecin des Hôpitaux. Il est nommé professeur de Médecine Interne en 1980, puis professeur de Nutrition en 1991. À partir de 1988 et jusqu’à sa retraite en 2002, il est chef du service de Médecine Interne, Nutrition et Métabolisme des Lipides à l’hôpital Henri Mondor,.
.
Parallèlement à ses activités de médecin clinicien et d’enseignant, il a mené, depuis le début de l’internat, des travaux de recherche au sein de l’Unité 32 de l’INSERM. De 1985 à 1992, il a été Directeur cette Unité de recherche consacrée à l’athérosclérose et aux dyslipidémies.
Bernard Jacotot a par ailleurs exercé diverses fonctions : Vice-président délégué à la Recherche de l'Université Paris XII (1980) ; vice-président du Conseil départemental des médecins du Val de Marne (1982-1986) ; membre du Centre régional des œuvres universitaires et scolaires (CROUS) de Créteil (1977-1981) ; cofondateur (avec Philippe Douste-Blazy et Jean-Charles Fruchart) et secrétaire général du Comité français de coordination des recherches sur l’athérosclérose et le cholestérol (ARCOL) (1988-2000) ; secrétaire général puis vice-président de la Société française d’athérosclérose (1990-1997) ; membre de l’organe scientifique supérieur du Conseil oléicole international (1995-2000) ; coprésident (avec Jean-Charles Fruchart) du XIth International Symposium on Atherosclerosis (Paris 1997). 

Il a été membre nombreuses sociétés savantes, notamment : International Atherosclerosis Society, European Atherosclerosis Society ; American Heart Association (Council on Atherosclerosis) ; Association américaine pour l'avancement des sciences ; International Society and Federation of Cardiology ; Société de Nutrition et Diététique de langue française ; Société française de médecine interne ; Association de langue française pour l’étude du diabète et des maladies métaboliques.
Il a épousé Jacqueline Cuney en 1962, avec qui il a eu deux enfants : Frédéric et Etienne. Devenu veuf, il a, en 1978, épousé en secondes noces Evelyne Berck, avec qui il a eu deux filles : Sophie et Béatrice.

## Travaux de recherche
Au sein de l’Unité 32 de l’INSERM, en liaison avec son activité clinique, Bernard Jacotot a développé les principaux thèmes de recherche suivants : athérosclérose expérimentale,,,, hyperlipidémies,,, facteurs nutritionnels des maladies cardio-vasculaires,, valeur biologique des huiles alimentaires et effets des graisses alimentaires sur le métabolisme des lipides chez l’humain,,,. Il a en particulier mis en évidence les effets favorables des acides gras de certains huiles sur le métabolisme des lipoprotéines sanguines,,,,. Il a conduit des études originales sur des groupes de sujets vivant dans des congrégations religieuses,,,,,,. Par ailleurs, dans le cadre de recherches cliniques chez les patients présentant des hypercholestérolémies génétiques, il a contribué à préciser les mécanismes d’action de médicaments maintenant largement utilisés dans la prévention des maladies cardio-vasculaires ischémiques,,,,. Ces travaux de recherche ont fait l'objet de 170 articles dans des revues à comité de lecture, référencés dans la base de données bibliographiques MEDLINE.

## Prix et distinctions
- Prix de Thèse de la Faculté de Médecine (médaille d’argent) en 1962.
- Prix de l’Académie de Médecine (médaille de bronze) en 1967.
- Chevalier de l'ordre du Mérite agricole en 1978[38].
- Prix nutrition, santé et charcuterie en 1994.

- Jubilé de Bernard Jacotot, organisé par la Société Française d'Athérosclérose et l'ARCOL à l'Institut Pasteur de Paris, en présence de la plupart des spécialistes français et étrangers de l'athérosclérose, les 19 et 20 novembre 1999[39],[40].